# Wataru Asō

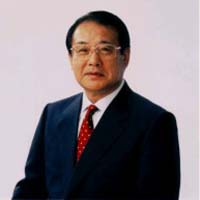
Wataru Asō

Wataru Asō (jap. 麻生 渡, Asō Wataru; * 15. Mai 1939 in Tobata, Präfektur Fukuoka (heute der Tobata-ku von Kitakyūshū); † 15. März 2025 in Fukuoka) war von 1995 bis 2011 parteiloser Gouverneur der japanischen Präfektur Fukuoka. Von 2005 bis 2011 war er außerdem Präsident der „Nationalen Gouverneurskonferenz“.
Asō studierte an der Universität Kyōto und war anschließend Beamter im MITI. Zwischenzeitlich war er für das Außenministerium in London tätig, ab 1992 leitete er zwei Jahre lang das Patentamt. 1995 trat er erstmals erfolgreich bei den Gouverneurswahlen von Fukuoka an und wurde seither dreimal bestätigt. Zuletzt setzte er sich bei den einheitlichen Regionalwahlen 2007 gegen den von DPJ und SDP unterstützten Shūji Inatomi deutlich mit 1,12 Millionen zu 666.000 Stimmen durch. 2011 zog sich Asō zurück, zu seinem Nachfolger wurde Hiroshi Ogawa gewählt.